# Безводно (Болгария)
Безводно (болг. Безводно) — село в Болгарии. Находится в Кырджалийской области, входит в общину Черноочене. Население составляет 81 человек.

## Политическая ситуация
Безводно подчиняется непосредственно общине и не имеет своего кмета.
Кмет (мэр) общины Черноочене — Айдын Ариф Осман (Движение за права и свободы (ДПС)) по результатам выборов.